# لوثيان

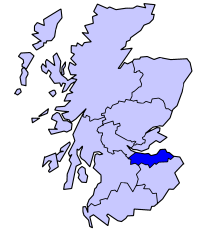
موقع إقليم لوثيان القديم

لوثيان هي منطقة تاريخية في اسكتلندا تشمل اليوم العاصمة الإسكتلندية إدنبرة ومقاطعات غرب لوثيان ووسط لوثيان وشرق لوثيان. واسم المنطقة مشتق من الملك الأسطوري لوث. خضعت المنطقة في القرن السابع الميلادي لسيطرة الأنجل لتصبح الجزء الشمالي من مملكة نورثمبريا، لكنهم فقدوها بعد معركة دون نيشتيان. وفي عام 1018 م، أصبحت جزءً من مملكة اسكتلندا.